# Discolobium elongatum
Discolobium elongatum är en ärtväxtart som beskrevs av George Bentham. Discolobium elongatum ingår i släktet Discolobium och familjen ärtväxter. Inga underarter finns listade i Catalogue of Life.